# Cosmographia (Sebastian Münster)
La  Cosmographia universalis di Sebastian Münster, pubblicata in più edizioni a partire dal 1544, è la prima descrizione del mondo in lingua tedesca.
Vi furono poi numerose edizioni in diverse lingue, fra cui latino, francese (tradotta da François de Belleforest), italiano, inglese e ceco.
La Cosmographia universalis fu uno dei libri più popolari e di successo del XVI secolo, e vide ben 24 edizioni in 100 anni: l'ultima edizione tedesca venne pubblicata nel 1628, molto tempo dopo la morte dell'autore.
Cosmographia è la forma latina del greco kosmographía (Descrizione del mondo, kósmos - ordine mondiale, spazio, gráphein - scrivere).
Sebastian Münster  è uno dei più famosi cosmografi rinascimentali, insieme a Leonardo da Vinci (1452–1519), Martin Behaim (1459–1507), Martin Waldseemüller (1472/75–1520), Petrus Apianus (1495–1552) e Gerhard Mercator (1512–1594).
Quando scrive la Cosmographia Münster aveva già pubblicato  Germania descriptio (1530) e  Mappa Europae (1536). Nel 1540 Münster pubblicò un'edizione latina della Geographia di Tolomeo, con illustrazioni. L'edizione del 1550 della Cosmographia universalis contiene città, ritratti e costumi, come nella voce Sardiniae Brevis Historia e Descriptio del magistrato cagliaritano Sigismondo Arquer, con una famosa dacarta dell'isola e una veduta a volo d'uccello di Cagliari.
Il particolare successo anche commerciale di quest'opera fu dovuto in parte alle belle incisioni (tra i cui autori si possono citate Hans Holbein il Giovane, Urs Graf, Hans Rudolph Manuel Deutsch, David Kandel).
Interessante è l'apparato iconografico riguardo all'abbigliamento popolare, che è rappresentato nelle sue forme più varie, indagando sulle differenze sociali, territoriali, di mestiere, rappresentando anche quelli allora esotici e fantasiosi. La parte più interessante risulta quella sui costumi delle classi non agiate, in quanto essi erano poco presenti nell'usanza tipografica del tempo e idealizzati.

## Genesi dell'opera
Dopo gli studi in teologia, greco antico, ebraico, matematica, geografia, cosmografia e astronomia, dal 1521 al 1529 Sebastian Münster fu professore ad Heidelberg. Già in questo momento (1524) l'umanista alsaziano Beatus Rhenanus lo ispirò nel dover riassumere la sua conoscenza nell'opera di cosmografia. Ma solo dal 1529, durante il suo periodo accademico di Basilea e dopo aver divorziato da Anna, la vedova del tipografo di Basilea Adam Petri, egli poté dedicarsi intensamente a questo grande progetto e al suo entusiasmo per la geografia. Così nacque la Cosmographia, alla quale l'autore lavorò per più di vent'anni con l'aiuto di più di 120 persone tra studiosi e artisti.

## Contenuti delle edizioni 1544-1598

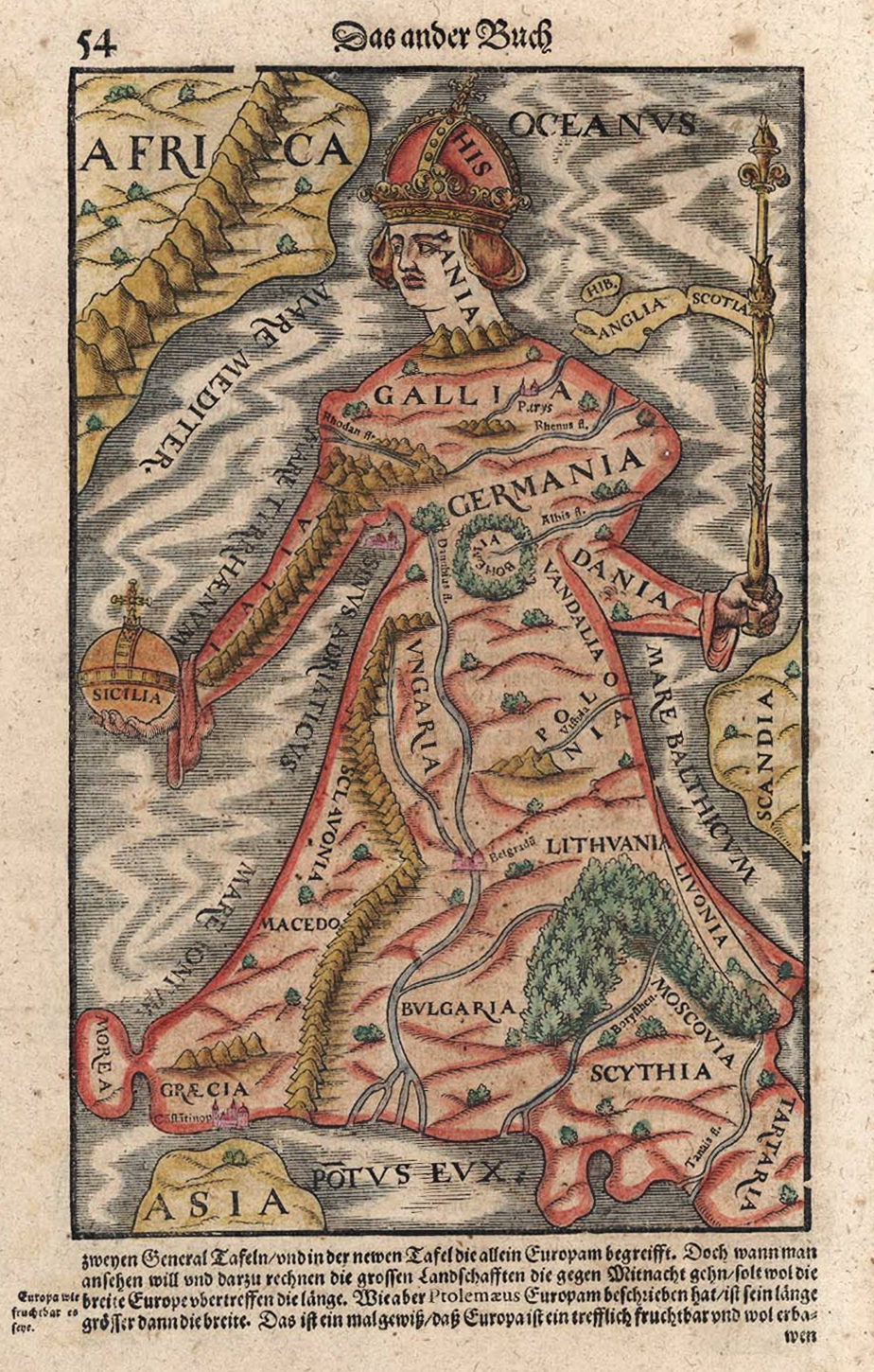
Europa regina nella Cosmographia del 1570

1. Libro I - Astronomia, Matematica, Geografia fisica, Cartografia
2. Libro II - Inghilterra, Scozia, Irlanda, Spagna, Francia, Belgio, Olanda, Lussemburgo, Savoia, Italia
3. Libro III - Germania, Alsazia, Svizzera, Austria, Carniola, Istria, Boemia, Moravia, Slesia, Pomerania, Prussia
4. Libro IV - Danimarca, Norvegia, Svezia, Finlandia, Islanda, Ungheria, Polonia, Lituania, Russia, Bosnia, Bulgaria, Grecia, Turchia
5. Libro V - Asia Minore, Cipro, Armenia, Palestina, Arabia, Persia, Asia centrale, Afghanistan, India, Ceylon, Birmania, Cina, Madagascar, Zanzibar, America
6. Libro VI - Mauritania, Tunisia, Libia, Egitto, Senegal, Gambia, Mali, Sud Africa,  Africa orientale

## Edizioni della Cosmographia
- Tedesco: 1544, 1546, 1548, 1550, 1553, 1556, 1558, 1561, 1564, 1567, 1569, 1572, 1574, 1578, 1588, 1592, 1598, 1614, 1628
- Latino: 1550, 1552, 1554, 1559, 1572
- Francese: 1552, 1556, 1560, 1565, 1568, 1575
- Italiano: 1558, 1575
- Ceco: 1554